# Premierzy Montserratu

## Lista szefów rząduMontserratu
| Szef rządu |                              |                      |                      |                                  |
| 1          | William Henry Bramble        | styczeń 1960         | grudzień 1970        | Partia Pracy Montserratu         |
| 2          | Percival Austin Bramble      | grudzień 1970        | listopad 1978        | Postępowa Partia Demokratyczna   |
| 3          | John Osborne                 | listopad 1978        | 10 października 1991 | Ruch Wyzwolenia Ludowego         |
| 4          | Reuben Meade                 | 10 października 1991 | 13 listopada 1996    | Narodowa Partia Postępowa        |
| 5          | Bertrand Osborne             | 13 listopada 1996    | 22 sierpnia 1997     | Postępowy Sojusz Ludowy          |
| 6          | David Brandt                 | 22 sierpnia 1997     | 5 kwietnia 2001      | bezpartyjny                      |
| (3)        | John Osborne                 | 5 kwietnia 2001      | 2 czerwca 2006       | Ruch Nowego Wyzwolenia Ludowego  |
| 7          | Lowell Lewis                 | 2 czerwca 2006       | 10 września 2009     | Demokratyczna Partia Montserratu |
| (4)        | Reuben Meade                 | 10 września 2009     | 27 września 2011     | Ruch na rzecz Zmian i Dobrobytu  |
| Premier    |                              |                      |                      |                                  |
| (4)        | Reuben Meade                 | 27 września 2011     | 12 września 2014     | Ruch na rzecz Zmian i Dobrobytu  |
| 8          | Donaldson Romeo              | 12 września 2014     | 19 listopada 2019    | Ludowy Ruch Demokratyczny        |
| 9          | Joseph Easton Taylor-Farrell | 19 listopada 2019    | nadal                | Ruch na rzecz Zmian i Dobrobytu  |